# Богдан А067
Богда́н А067 — автобус малого класу, призначений для міських перевезень пасажирів. Виготовлявся Черкаським автомобільним заводом «Богдан» з 2005 по 2006 роки. Був замінений сучаснішим автобусом Богдан А069.

## Історія й опис моделі
Навесні 2004 року на українському ринку вперше з'явилися вантажівки виробництва китайської компанії Foton Motors. Продаватися автомобілі почали не тільки під брендом Foton, а й під торговою маркою Forland, яка належить Foton Motors. У жовтні 2004 року ТОВ «Українська компанія Фотон» організувала великовузлове складання автомобілів Foton/Forland в Черкасах.
Логічним продовженням китайської експансії на український ринок стало співробітництво Foton Motors з корпорацією «Богдан». Результатом спільної діяльності став новий автобус малого класу Богдан-А067, створений на шасі вантажівки Forland. Уже навесні 2005 року почалося серійне виробництво цих автобусів.
Зовні автобус має досить незвичний вигляд — кабіна китайської вантажівки, не зазнала жодних змін, плавно переходить в кузов автобуса з характерними для автобусів Богдан обрисами. Салон має 18 посадочних місць, ще 14 пасажирів можуть розміститися стоячи в проході. Рівень підлоги в одну сходинку полегшує посадку в автобус. Кабіна водія, як і в мікроавтобусах, має двоє окремих дверей, при цьому два пасажира можуть розміститися на передньому сидінні поруч з водієм. В салон веде автоматична двері, розташовані по центру кузова машини. Позаду неї, в задній частині кузова — двері аварійного виходу, що відчиняються вручну.
Автобус Богдан-А067 виготовлявся як у Черкасах, так і на Луцькому автомобільному заводі, що також входить в корпорацію «Богдан». Відмітна особливість «луцьких» А-067 — відсутність емблеми «Богдана» на передку і написи «Богдан-А067» по правому борту машини за пасажирськими дверима салону.
Виробництво автобусів Богдан-А067 було припинено в 2006 році.